# Reina Mercedes
Reina Mercedes is een gemeente in de Filipijnse provincie Isabela in het noordoosten van het eiland Luzon. Bij de laatste census in 2007 had de gemeente bijna 22 duizend inwoners.

## Geografie

### Bestuurlijke indeling
Reina Mercedes is onderverdeeld in de volgende 20 barangays:
| - Banquero - Binarsang - Cutog Grande - Cutog Pequeño - Dangan - District I - District II - Labinab Grande - Labinab Pequeño - Mallalatang Grande | - Mallalatang Tunggui - Napaccu Grande - Napaccu Pequeño - Salucong - Santiago - Santor - Sinippil - Tallungan - Turod - Villador |

## Demografie
Reina Mercedes had bij de census van 2007 een inwoneraantal van 21.874 mensen. Dit zijn 1.521 mensen (7,5%) meer dan bij de vorige census van 2000. De gemiddelde jaarlijkse groei komt daarmee uit op 1,00%, hetgeen lager is dan het landelijk jaarlijks gemiddelde over deze periode (2,04%). Vergeleken met de census van 1995 is het aantal mensen met 4.058 (22,8%) toegenomen.

De bevolkingsdichtheid van Reina Mercedes was ten tijde van de laatste census, met 21.874 inwoners op 57,14 km², 382,8 mensen per km².